# نو بالاو بلوغرانا
نو بالاو بلوغرانا (بالإنجليزية: Nou Palau Blaugrana)‏ قاعة رياضية متعددة الاستعمالات ستقام في مدينة برشلونة في إسبانيا، سيبدأ العمل بها اعتباراً من العام 2017 ومن المتوقع انجازها بين عامي 2019-20، ستكون معقل نادي برشلونة لرياضتي كرة السلة وكرة اليد، تصميم القاعة صمم ليستوعب 12,500 متفرج، ستكون بديلا لصالة بالاو بلوجرانا.